# SS501 Collection
SS501 Collection è il terzo EP del gruppo musicale sudcoreano SS501, pubblicato il 21 luglio 2009 dalla DSP Media. Le tracce del disco sono dei brani interpretati da solisti dai vari membri del gruppo. L'album in precedenza era stato pubblicato in due parti, ognuno di tre tracce, uscite il 18 giugno ed il 2 luglio.

## Tracce
1. Jebal Jjalhaejjwo (제발 잘해줘) (Hyun Joong Solo)
2. Ireumeomneun Gieok (이름없는 기억) (Young Saeng Solo)
3. Wuss Up (feat. Taewan a.k.a C-Luv & Star Trak) (Kyu Jong Solo)
4. Hamyeoneun Andwae (feat. Jisun) (하면은 안돼; If You Cannot) (Jung Min Solo)
5. Hey G (feat. Mellow) (Hyung Joon Solo)
6. Bigeopaji Ankesseo (비겁하지 않겠어)